# Oxetorona
Oxetorona (DCI), como fumarato de oxetorona (USAN) (nomes de marcas Nocertone, Oxedix), é um antagonista de serotonina, anti-histamínico e bloqueador alfa usado com uma droga anti-enxaqueca.
Associação com hiperprolactinemia tem sido descrita.